# Saint-Loup-sur-Semouse
Saint-Loup-sur-Semouse é uma comuna francesa na região administrativa de Borgonha-Franco-Condado, no departamento de Alto Sona. Estende-se por uma área de 16,54 km². Em 2010 a comuna tinha 3 273 habitantes (densidade: 197,9 hab./km²).